# Haight-Ashbury

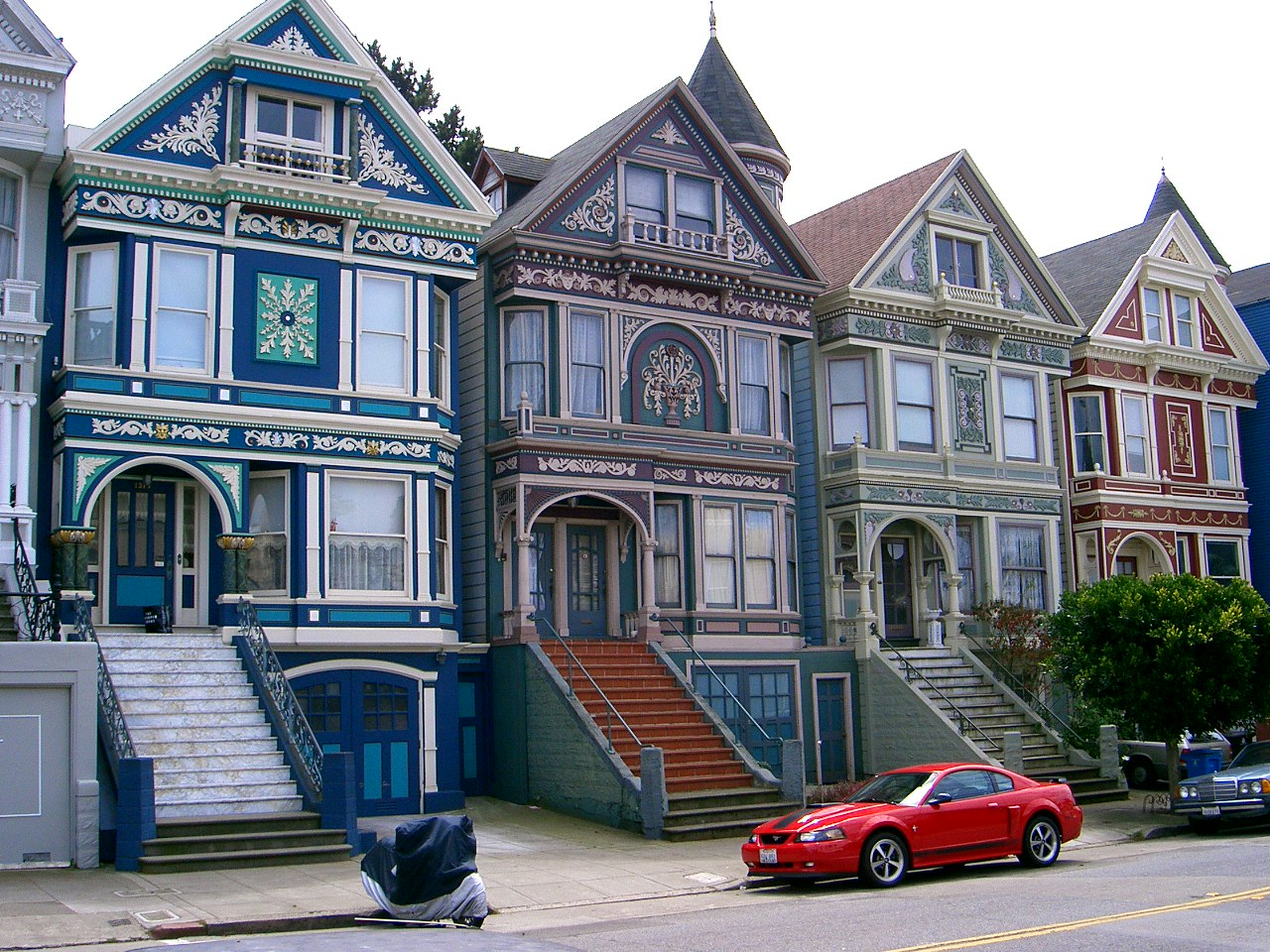
Domy na ulicy Haight

Haight-Ashbury (potocznie The Haight) – dzielnica San Francisco, zlokalizowana wokół skrzyżowania ulic Haight i Ashbury. W latach 60. XX wieku centrum ruchu hippisowskiego w Stanach Zjednoczonych.

## Historia
W pierwszej połowie XIX wieku na obszarze dzisiejszego Haight-Ashbury mieściły się głównie prywatne farmy. Rozwój obszaru rozpoczął się ok. 1869 roku, kiedy to władze miejskie wyraziły zgodę na budowę parku Golden Gate Park. Wtedy też pojawiły się plany zagospodarowania okolicy. Wytyczone tam ulice nazwano od nazwisk ówczesnych lokalnych polityków, m.in. Henry Haighta i Munroe Ashbury'ego. W 1883 roku na ulicy Haight pojawiła się prowadząca do parku linia tramwajowa, co dodatkowo wpłynęło na rozwój okolicy.
1895 roku na ulicy Haight otwarto park rozrywki o nazwie Chutes, w którym mieściły się m.in. kolejka górska, teatr i karuzela.
W latach 50. XX wieku Haight-Ashbury, ze względu na niskie koszty wynajmu mieszkań w tamtej okolicy, stało się popularnym miejscem zakwaterowania studentów z San Francisco State College. Z tego samego powodu przeprowadzali się tam również bitnicy, opuszczający dzielnicę North Beach z powodu wysokich czynszów. Kontrkultura bitników zmieniała się w tamtym okresie pod wpływem LSD, przekształcając się w ruch później określany jako ruch hippisowski. W 1966 roku na ulicy Haight bracia Ron i Jay Thelin otworzyli Psychedelic Shop, sprzedający książki związane z nową kontrkulturą, a Haight-Ashbury stało się centrum amerykańskiego ruchu hippisowskiego (podczas tzw. lata miłości 1967 roku przyjechało tam ok. 8000 hipisów).
Działała tam również nieformalna grupa nazywająca siebie The Diggers (w nawiązaniu do dawnych diggerów), zajmująca się m.in. rozdawaniem darmowych posiłków, powstawały też liczne sklepy związane z ruchem hippisowskim, sprzedające m.in. ubrania, plakaty, jedzenie itp. (m.in. Weed Patch, Blushing Peony, Laughing Racoon Gallery i in.). Z tym okresem historii Haight-Ashbury związane były też liczne grupy muzyczne, m.in. Grateful Dead, The Charlatans, Jefferson Airplane i inne. Okolica stała się wtedy popularna również wśród turystów.
Z czasem dzielnica zaczęła podupadać – jej popularność sprawiła, że pojawiało się w niej coraz więcej przyjezdnych, dla których nie starczało już darmowych mieszkań i zakwaterowania; hippisi zaczęli opuszczać Haight-Ashbury.
Współcześnie w dzielnicy znajdują się liczne sklepy sprzedające pamiątki związane z ruchem hippisowskim, lokale gastronomiczne i kluby.